# Лесли (округ)
Ле́сли (англ. Leslie County) — округ в штате Кентукки, США. Официально образован в 1878 году. По состоянию на 2010 год, численность населения составляла 11 310 человек.

## География
По данным Бюро переписи США, общая площадь округа равняется 1046,361 км2, из которых 1038,591 км2 суша и 9,324 км2 или 0,900 % это водоёмы.

### Соседние округа
- Перри (север-восток)
- Харлан (юго-восток)
- Белл (юго-запад)
- Клей (запад)

## Население
По данным переписи населения 2000 года в округе проживает 12 401 жителей в составе 4 885 домашних хозяйств и 3 668 семей. Плотность населения составляет 12,00 человек на км2. На территории округа насчитывается 5 502 жилых строений, при плотности застройки около 5,40-ти строений на км2. Расовый состав населения: белые — 97,18 %, афроамериканцы — 0,07 %, коренные американцы (индейцы) — 0,09 %, азиаты — 0,12 %, гавайцы — 0,02 %, представители других рас — 0,05 %, представители двух или более рас — 0,50 %. Испаноязычные составляли 0,00 % населения независимо от расы.
В составе 35,50 % из общего числа домашних хозяйств проживают дети в возрасте до 18 лет, 58,30 % домашних хозяйств представляют собой супружеские пары проживающие вместе, 12,90 % домашних хозяйств представляют собой одиноких женщин без супруга, 24,90 % домашних хозяйств не имеют отношения к семьям, 22,40 % домашних хозяйств состоят из одного человека, 8,70 % домашних хозяйств состоят из престарелых (65 лет и старше), проживающих в одиночестве. Средний размер домашнего хозяйства составляет 2,52 человека, и средний размер семьи 2,94 человека.
Возрастной состав округа: 24,60 % моложе 18 лет, 9,20 % от 18 до 24, 30,90 % от 25 до 44, 23,90 % от 45 до 64 и 23,90 % от 65 и старше. Средний возраст жителя округа 36 лет. На каждые 100 женщин приходится 95,10 мужчин. На каждые 100 женщин старше 18 лет приходится 91,20 мужчин.
Средний доход на домохозяйство в округе составлял 18 546 USD, на семью — 22 225 USD. Среднестатистический заработок мужчины был 28 708 USD против 18 080 USD для женщины. Доход на душу населения составлял 10 429 USD. Около 30,20 % семей и 32,70 % общего населения находились ниже черты бедности, в том числе — 38,80 % молодёжи (тех, кому ещё не исполнилось 18 лет) и 27,00 % тех, кому было уже больше 65 лет.